# Brač-csatorna
A Brač-csatorna (horvátul: Brački kanal, olaszul: Canale di Brazza) egy tengerszoros az Adriai-tengerben, Horvátország területén a szárazföld és a Brač-sziget között.

## Fekvése
Nyugat felől a szorosnak nincs valódi természetes határa, csak egy elméleti vonal, mely merőleges Split tengerpartjának nyugat-keleti irányára, amely Splittől délre a Splitska vratáig tart. Az északi oldalon a Brač-csatornát a szárazföld, délen pedig a Brač-sziget határolja. Keletről nincs igazi természetes határ. Keleti határként általában a Lašćatna-foktól Podgoráig tartó vonalat tekintik.
Omiš és Dugi Rat között a tengerbe torkolló Cetina folyó 4 km hosszan homokot rakott le, és létrehozott egy homokpadot (a tenger mélysége legfeljebb 1 m), amely a parttól 800 méterig terjed. Ez a leggazdagabb építési homok kitermelőhely az Adrián. A csatorna alján, Dugi Rat és a Trstena-öböl között vízvezetékeket fektettek le, hogy a Cetina folyó ivóvize a Brač, Šolta és Hvar szigetekre jusson. 
Nagyobb települések: Omis és Dugi Rat (a szárazföldön), Supetar, Pučišća és Postira (Brač szigetén).

## Fordítás
Ez a szócikk részben vagy egészben  a   Brački kanal című horvát Wikipédia-szócikk ezen változatának fordításán alapul.  Az eredeti cikk szerkesztőit annak laptörténete sorolja fel. Ez a jelzés csupán a megfogalmazás eredetét és a szerzői jogokat jelzi, nem szolgál a cikkben szereplő információk forrásmegjelöléseként.